# Apostolepis intermedia
Apostolepis intermedia este o specie de șerpi din genul Apostolepis, familia Colubridae, descrisă de Koslowsky 1898. Conform Catalogue of Life specia Apostolepis intermedia nu are subspecii cunoscute.